# Hans Jaksch
Hans Jaksch (* 29. Oktober 1879 in Hennersdorf, Nordböhmen; † 7. Jänner 1970 in Wien) war ein österreichischer Architekt.

## Werdegang
Hans Jaksch war der Sohn eines Landwirtes und Schneiders. Er stammte aus bescheidenen Verhältnissen. Er studierte an der TH Wien und an der ADBK Wien bei Friedrich Ohmann. Kurzfristig war er Mitarbeiter von Max von Ferstel. Von 1907 bis 1961 führte er mit Siegfried Theiss das Wiener Architekturbüro Theiss & Jaksch, das sowohl in der Ersten Republik wie auch im Ständestaat, in der NS-Periode und beim Wiederaufbau nach 1945 erfolgreich tätig war. Das Hochhaus Herrengasse im 1. Wiener Gemeindebezirk  und die Reichsbrücke zählten zu den prestigeträchtigsten Bauaufträgen, die in Österreich zu vergeben waren.
1938 rief Jaksch als Präsident der Zentralvereinigung der Architekten Österreichs zu einem „JA“ bei der Volksabstimmung auf. Am 29. Mai 1938 beantragte er die Aufnahme in die NSDAP und wurde rückwirkend zum 1. Mai desselben Jahres aufgenommen (Mitgliedsnummer 6.135.070). Theiss, der ebenfalls der NSDAP beitrat, und Jaksch setzten ihre Karriere 1938 ungebrochen fort, einen Schwerpunkt ihrer Tätigkeit bildete nun der Umbau arisierter Villen in NS-Heime.
Nach 1945 war die erprobte Ateliergemeinschaft dann auch beim Wiederaufbau zerstörter Industrieanlagen tätig.
Er wurde am Grinzinger Friedhof bestattet.

## Preise
- 1963: Architekturpreis der Stadt Wien

## Werke des Büros Theiss & Jaksch
| Foto  |                 | Baujahr   | Name | Standort                                                                | Beschreibung | Metadaten                                                                           |
| ----- | --------------- | --------- | --- | ----------------------------------------------------------------------- | --- | ----------------------------------------------------------------------------------- |
|       | Datei hochladen |           | Zahlreiche Denkmäler, Messepavillons und andere Kleinbauten                                                         |                                                                         | mehrere Objekte | P84(Architekt): P131(Ort):                                                          |
|       | Datei hochladen | 1907      | Posthof Wiener Neustadt                                                                                             | Wiener Neustadt, Pfarrplatz, Domgasse 2 Standort                        | zerstört Anmerkung: Wettbewerb, 1. Preis, nicht erhalten | P84(Architekt): P131(Ort):                                                          |
| ja    | Datei hochladen | 1908      | Eichamt Melk HERIS-ID: 67317 Objekt-ID: 80268                                                                       | Melk, Babenbergerstraße 4 Standort                                      | | P84(Architekt): P131(Ort):Melk Region-ISO:AT-3                                      |
| ja    | Datei hochladen | 1908      | Wasserturm HERIS-ID: 14466 Objekt-ID: 10702                                                                         | Wiener Neustadt Standort                                                | → Hauptartikel : Wasserturm Wiener Neustadt f1 | P84(Architekt): P131(Ort):Wiener Neustadt Region-ISO:AT-3                           |
| ja    | Datei hochladen | 1908–1911 | Evang. Kirche Wiener Neustadt HERIS-ID: 14310 Objekt-ID: 10544                                                      | Wiener Neustadt, Grabnerring (heute Ferdinand-Porsche-Ring) Standort    | Anmerkung: Wettbewerb, 1. Preis | P84(Architekt): P131(Ort):Wiener Neustadt Region-ISO:AT-3                           |
| BW    | Datei hochladen | 1909      | Villa Espero | Maria Enzersdorf, Anton Seidlgasse 107 Standort                         | | P84(Architekt): P131(Ort):                                                          |
| ja    | Datei hochladen | 1909      | Artilleriekaserne Wiener Neustadt HERIS-ID: 14413 Objekt-ID: 10647                                                  | Wiener Neustadt, Fischauer Gasse 64–66 Standort                         | → Hauptartikel : Maximilian-Kaserne f1 | P84(Architekt): P131(Ort):Wiener Neustadt Region-ISO:AT-3                           |
|       | Datei hochladen | 1910      | Villa Seifert | Maria Enzersdorf, Sieghartsbergweg?                                     | zerstört Anmerkung: Zum Erholungsheim Wällischhof gehörend | P84(Architekt): P131(Ort):                                                          |
| ja    | Datei hochladen | 1910      | Genossenschaftshäuser                                                                                               | Maria Enzersdorf, Kirchenstraße 9–11 und 14–18 Standort                 | | P84(Architekt): P131(Ort):                                                          |
| ja    | Datei hochladen | 1910      | Evang. Vereinshaus Wien 7                                                                                           | Wien 7, Kenyongasse 15 Standort                                         | | P84(Architekt): P131(Ort):                                                          |
| ja    | Datei hochladen | 1910      | Krankenhauszubau Melk HERIS-ID: 50225 Objekt-ID: 54988                                                              | Melk, Krankenhausstraße 11 Standort                                     | → Hauptartikel : Landesklinikum Melk f1 | P84(Architekt): P131(Ort):Melk Region-ISO:AT-3                                      |
|       | Datei hochladen | 1910      | Turnschule | Wiener Neustadt                                                         | Anmerkung: zerstört? | P84(Architekt): P131(Ort):                                                          |
| ja    | Datei hochladen | 1910–1912 | Pionierkaserne HERIS-ID: 111263 Objekt-ID: 129055                                                                   | Melk, Florianistraße 1 Standort                                         | → Hauptartikel : Birago-Kaserne f1 | P84(Architekt): P131(Ort):Melk Region-ISO:AT-3                                      |
| BW    | Datei hochladen | 1911      | Malzfabrik Wien | Standort                                                                | Anmerkung: Adresse Wien 20, Stadlauerstraße 64 in der Quelle dürfte falsch sein. | P84(Architekt): P131(Ort):                                                          |
| ja    | Datei hochladen | 1911–1912 | Miethaus mit Theater „Wiener Freie Bühne“                                                                           | Wien 7, Neubaugasse 36 Standort                                         | | P84(Architekt):Hans Jaksch, Siegfried Theiss P131(Ort):Wien Region-ISO:AT-9         |
| ja    | Datei hochladen | 1912      | Miethaus | Wien 8, Albertgasse 33 Standort                                         | | P84(Architekt):Hans Jaksch, Siegfried Theiss P131(Ort):Wien Region-ISO:AT-9         |
| BW    | Datei hochladen | 1912      | Villa Theiss | Wien 13, Bowitschgasse 8 Standort                                       | | P84(Architekt):Hans Jaksch, Siegfried Theiss P131(Ort):Wien Region-ISO:AT-9         |
| ja    | Datei hochladen | 1912      | Villa Jaksch | Wien 13, Adolfstorgasse 7 Standort                                      | | P84(Architekt):Hans Jaksch, Siegfried Theiss P131(Ort):Wien Region-ISO:AT-9         |
|       | Datei hochladen | 1912      | Ärztehaus | Maria Enzersdorf, Wällischhofstraße                                     | zerstört | P84(Architekt): P131(Ort):                                                          |
| ja    | Datei hochladen | 1912      | Evangelische Pfarrkirche Traiskirchen HERIS-ID: 65458 Objekt-ID: 78297                                              | Traiskirchen, Karl Theuerstraße Standort                                | → Hauptartikel : Evangelische Pfarrkirche Traiskirchen f1 | P84(Architekt): P131(Ort):Traiskirchen Region-ISO:AT-3                              |
| ja    | Datei hochladen | 1912–1924 | Evang. Kirche HERIS-ID: 8531 Objekt-ID: 4486                                                                        | Wien 2, Am Tabor 5 Standort                                             | → Hauptartikel : Verklärungskirche (Wien) f1 | P84(Architekt): P131(Ort):Wien Region-ISO:AT-9                                      |
|       | Datei hochladen | 1913      | Genossenschaftshäuser Melk                                                                                          | Melk, Lindenstraße 17, 19 und 21                                        | Anmerkung: Adresse existiert nicht, Möglicherweise in Blindenmarkt | P84(Architekt): P131(Ort):                                                          |
| BW    | Datei hochladen | 1913      | Evang. Hospiz | Hofgastein, Kurgartenstraße Standort                                    | | P84(Architekt): P131(Ort):                                                          |
|       | Datei hochladen | 1913      | Post- u. Wohngebäude                                                                                                | Bruntál (Freudenthal), Tschechien (österr. Schlesien)                   | | P84(Architekt): P131(Ort):                                                          |
| ja    | Datei hochladen | 1914      | Dr.-Karl-Renner-Hof HERIS-ID: 14415 Objekt-ID: 10649                                                                | Wiener Neustadt, Flughafengürtel Standort                               | → Hauptartikel : Dr.-Karl-Renner-Hof f1 | P84(Architekt): P131(Ort):Wiener Neustadt Region-ISO:AT-3                           |
| ja    | Datei hochladen | 1914      | Hotel Central | Wien 2, Taborstraße 8a Standort                                         | → Hauptartikel : Hotel City Central f1 | P84(Architekt):Hans Jaksch, Siegfried Theiss P131(Ort):Wien Region-ISO:AT-9         |
| ja    | Datei hochladen | 1914      | Lagerhalle Rudolf Sack                                                                                              | Wien 2, Radingergasse 6 Standort                                        | | P84(Architekt): P131(Ort):                                                          |
| ja    | Datei hochladen | 1914–1917 | Fliegerkaserne Wr.Neustadt HERIS-ID: 14414 Objekt-ID: 10648                                                         | Wiener Neustadt, Flugfeldgürtel 5 Standort                              | → Hauptartikel : Fliegerkaserne Wiener Neustadt f1 | P84(Architekt): P131(Ort):Wiener Neustadt Region-ISO:AT-3                           |
| ja    | Datei hochladen | 1915      | Pulverfabrik Blumau (diverse Kasernenbauten, Direktionsgebäude), bei Felixdorf, NÖ HERIS-ID: 45611 Objekt-ID: 46985 | Blumau-Neurißhof Standort                                               | | P84(Architekt): P131(Ort):Blumau-Neurißhof Region-ISO:AT-3                          |
| ja    | Datei hochladen | 1916      | Wasserturm HERIS-ID: 8252 Objekt-ID: 4201                                                                           | Fischamend Standort                                                     | | P84(Architekt):Siegfried Theiss, Hans Jaksch P131(Ort):Fischamend Region-ISO:AT-3   |
|       | Datei hochladen | 1917      | Fabriksgebäude Rosental                                                                                             | Wien 20, Ospelgasse                                                     | zerstört | P84(Architekt): P131(Ort):                                                          |
|       | Datei hochladen | 1920      | Schloss Chlumetzky (Umbau und Einrichtung)                                                                          | Spálov, Tschechien                                                      | | P84(Architekt): P131(Ort):                                                          |
| BW    | Datei hochladen | 1920      | Hotel Goldener Hirsch (Umbau und Einrichtung)                                                                       | Wiener Neustadt, Brodtischgasse 3 Standort                              | | P84(Architekt): P131(Ort):                                                          |
|       | Datei hochladen | 1920      | Betriebsgebäude und Beamtenwohnhäuser des Coburger Hüttenwerks                                                      | Trnava, Slowakei                                                        | | P84(Architekt): P131(Ort):                                                          |
|       | Datei hochladen | 1920      | Keramentwerke | Bratislava, Am Wurzenbach                                               | | P84(Architekt): P131(Ort):                                                          |
|       | Datei hochladen | 1921      | Arbeitersiedlung Klein St. Paul                                                                                     | Klein Sankt Paul                                                        | Anmerkung: vermutlich zum Braunkohleabbau gehörend, nicht zur Zementproduktion | P84(Architekt): P131(Ort):                                                          |
|       | Datei hochladen | 1921      | Betriebsgebäude und Beamtenwohnhaus Kunerolwerke Wien 23                                                            | Wien 23, Breitenfurterstraße 239 Standort                               | zerstört | P84(Architekt): P131(Ort):                                                          |
| ja    | Datei hochladen | 1921–1923 | Knappensiedlung Barbarasiedlung, Knappenberg                                                                        | Knappenberg (Gemeinde Hüttenberg) Standort                              | → Hauptartikel : Barbarasiedlung (Knappenberg) f1 | P84(Architekt): P131(Ort):Hüttenberg Region-ISO:AT-2                                |
|       | Datei hochladen | 1922      | Büro- u. Wohngebäude „BUKO“                                                                                         | Bielsko-Biała, Polen                                                    | | P84(Architekt): P131(Ort):                                                          |
|       | Datei hochladen | 1922      | Haus Schleiffer | Sopron, Szegely utca / Serpentin utca                                   | | P84(Architekt): P131(Ort):                                                          |
| ja    | Datei hochladen | 1924      | Villa Peham HERIS-ID: 80901 Objekt-ID: 94656                                                                        | Hinterstoder Standort                                                   | zerstört | P84(Architekt):Hans Jaksch, Siegfried Theiss P131(Ort):Hinterstoder Region-ISO:AT-4 |
| ja    | Datei hochladen | 1924      | Arbeiterheim Bruck a.d. Mur HERIS-ID: 94432 Objekt-ID: 109586                                                       | Bruck an der Mur, Schillerstraße 1, 3 Standort                          | Das Gebäude wurde 1924 als Arbeiterheim geplant und dient jetzt als Kultur- und Kongresszentrum. | P84(Architekt): P131(Ort):Bruck an der Mur Region-ISO:AT-6                          |
| ja    | Datei hochladen | 1924–1925 | Quarinhof HERIS-ID: 48011 Objekt-ID: 51391 Wiener Wohnen: 116                                                       | Wien 10, Quarinplatz 10–12 Standort                                     | → Hauptartikel : Quarinhof f1 | P84(Architekt): P131(Ort):Inzersdorf Stadt Region-ISO:AT-9                          |
| ja    | Datei hochladen | 1924–1925 | WHA der Gemeinde Wien „Phillips-Hof“ HERIS-ID: 28903 Objekt-ID: 25512 Wiener Wohnen: 992                            | Wien 14, Phillipsgasse 8 / Penzingerstraße 33–37 Standort               | | P84(Architekt): P131(Ort):Penzing Region-ISO:AT-9                                   |
| ja    | Datei hochladen | 1924–1925 | Kurheim Bad Schallerbach HERIS-ID: 52056 Objekt-ID: 58075                                                           | Bad Schallerbach, Schönauerstraße 16 Standort                           | Anmerkung: Wettbewerb, 1. Preis | P84(Architekt): P131(Ort):Bad Schallerbach Region-ISO:AT-4                          |
| ja    | Datei hochladen | 1924–1927 | Kirche in Grünau / Grinava · Wikidata                                                                               | Pezinok (Slowakei), Myslenická ul. 3195 Standort                        | | P84(Architekt): P131(Ort):Pezinok Region-ISO:SK-BL                                  |
| ja    | Datei hochladen | 1924–1927 | Kirche in Oberufer bei Preßburg / Prievoz bei Bratislava · Wikidata                                                 | Bratislava (Slowakei), Radničné námestie 2495/6 Standort                | → Hauptartikel : Evangelische Kirche Prievoz f1 | P84(Architekt): P131(Ort):Bratislava Region-ISO:SK-BL                               |
|       | Datei hochladen | 1925      | Burgenländisches Landeskrankenhaus                                                                                  | Sauerbrunn, Schulstraße                                                 | zerstört | P84(Architekt): P131(Ort):                                                          |
| BW    | Datei hochladen | 1925–1926 | Villa Dietlgut | Hinterstoder Standort                                                   | | P84(Architekt): P131(Ort):                                                          |
| BW    | Datei hochladen | 1926      | Zentralambulatorium (Umbau einer Fabrik)                                                                            | Wien 7, Myrthengasse 16 Standort                                        | | P84(Architekt): P131(Ort):                                                          |
|       | Datei hochladen | 1926      | Frauenheilanstalt Umbau eines Klosters                                                                              | Wien 18, Gersthofer Straße 129                                          | zerstört 1970 geschlossen Anmerkung: An der angegebenen Adresse steht ein älteres Gebäude | P84(Architekt): P131(Ort):                                                          |
| ja    | Datei hochladen | 1926      | Volks- u. Bürgerschule HERIS-ID: 49621 Objekt-ID: 53531                                                             | Ebreichsdorf, Schulgasse 6 Standort                                     | | P84(Architekt): P131(Ort):Ebreichsdorf Region-ISO:AT-3                              |
| ja    | Datei hochladen | 1926–1928 | WHA der Gemeinde Wien „Sandleiten-Hof“ HERIS-ID: 48636 Objekt-ID: 52173 Wiener Wohnen: 193                          | Wien 16, Sandleitengasse 43–51 Standort                                 | Anmerkung: (Teilabschnitt) | P84(Architekt): P131(Ort):Wien Region-ISO:AT-9                                      |
|       | Datei hochladen | 1927      | Altersheim Ebreichsdorf                                                                                             | Ebreichsdorf, Wiener Straße                                             | zerstört | P84(Architekt): P131(Ort):                                                          |
|       | Datei hochladen | 1927      | Weinstube | Bratislava (Slowakei), Franziskanerplatz 7                              | | P84(Architekt): P131(Ort):                                                          |
| BW    | Datei hochladen | 1928      | Wohnhaus Vodrazka                                                                                                   | Wien 19, Langackergasse 32 Standort                                     | Anmerkung: fragwürdig | P84(Architekt): P131(Ort):                                                          |
| BW    | Datei hochladen | 1928      | Jugendambulatorium der Wr. Gebietskrankenkassa                                                                      | Wien 10, Van der Nüllgasse 20 Standort                                  | | P84(Architekt): P131(Ort):                                                          |
|       | Datei hochladen | 1928      | Strandbad | Laab im Walde                                                           | | P84(Architekt): P131(Ort):                                                          |
| BW    | Datei hochladen | 1928      | Schwedische Gesandtschaft                                                                                           | Wien 9, Liechtensteinstraße 51 Standort                                 | | P84(Architekt): P131(Ort):                                                          |
| ja BW | Datei hochladen | 1929      | Haus Urwalek | Wien 13, Neblingergasse 9 Standort                                      | Das dreigeschoßige Einfamilienhaus (ehemals Haus Urwalek) wurde von S. Theiss und H. Jaksch 1929, nach anderen Angaben 1930/31, im Stil der Neuen Sachlichkeit errichtet. Der kubische Baukörper des Hauses hat zum südseitigen Garten hin zwei Stufen. Die nordseitige Straßenfassade wirkt mit den unregelmäßig gesetzten Fenstern in der relativ geschlossenen Mauerfläche eher abweisend. Auffällig ist die Rundung an dem vorgesetzten Vorraum mit einem Rundfenster und einer großen, dünn gerahmten Glasfläche, die sehr leicht und transparent wirkt. Dieser erste offene Bereich des Eingangs ist mit einem zarten Vordach überdacht. | P84(Architekt): P131(Ort):                                                          |
| BW    | Datei hochladen | 1929      | Haus Kammerhofer | Klosterneuburg, Stockertgasse 8 Standort                                | | P84(Architekt): P131(Ort):                                                          |
|       | Datei hochladen | 1929      | Österreichische Nationalbibliothek (Eingangshalle Lesesäle usf., nicht erhalten)                                    | Wien 1                                                                  | zerstört | P84(Architekt): P131(Ort):                                                          |
| ja    | Datei hochladen | 1930      | Haus Koffmann | Wien 13, Mühlbachergasse 5 Standort                                     | | P84(Architekt):Hans Jaksch, Siegfried Theiss P131(Ort):Wien Region-ISO:AT-9         |
| ja    | Datei hochladen | 1930      | Haus Itzinger | Wien 13, Gogolgasse 2 Standort                                          | | P84(Architekt):Hans Jaksch, Siegfried Theiss P131(Ort):Wien Region-ISO:AT-9         |
| BW    | Datei hochladen | 1930      | Haus Kruppa | Wien 13, Prehausergasse 18 Standort                                     | | P84(Architekt):Hans Jaksch, Siegfried Theiss P131(Ort):Wien Region-ISO:AT-9         |
| BW    | Datei hochladen | 1930      | Haus Weninger | Wien 13, Veitlissengasse 1 Standort                                     | | P84(Architekt):Hans Jaksch, Siegfried Theiss P131(Ort):Wien Region-ISO:AT-9         |
| BW    | Datei hochladen | 1930      | Haus Gromann | Wien 19, Schreiberweg 72 Standort                                       | | P84(Architekt): P131(Ort):                                                          |
|       | Datei hochladen | 1930      | Wohnhausgruppe | Eggenburg, Hochstraße                                                   | | P84(Architekt): P131(Ort):                                                          |
|       | Datei hochladen | 1930      | Burgenländische Arbeiterkammer                                                                                      | Eisenstadt, Hauptstraße                                                 | | P84(Architekt): P131(Ort):                                                          |
| ja    | Datei hochladen | 1930–1931 | Mittelschule HERIS-ID: 41167 Objekt-ID: 41612                                                                       | Wien 13, Wenzgasse 9–11 Standort                                        | Anmerkung: Mitarbeit Bernhard Rudofsky | P84(Architekt): P131(Ort):Wien Region-ISO:AT-9                                      |
| ja    | Datei hochladen | 1930–1932 | Kaserne Oberwart | Oberwart, Prinz-Eugen-Straße 3 Standort                                 | | P84(Architekt): P131(Ort):                                                          |
|       | Datei hochladen | 1931      | Wohnhaus | Wien 13, Sauraugasse                                                    | | P84(Architekt): P131(Ort):                                                          |
| ja    | Datei hochladen | 1931–1932 | Hochhaus Herrengasse                                                                                                | Wien 1, Herrengasse 6–8 Standort                                        | → Hauptartikel : Hochhaus Herrengasse f1 | P84(Architekt): P131(Ort):                                                          |
| ja    | Datei hochladen | 1933      | Haus Reichenstein-Bauer                                                                                             | Wien 13, Kupelwiesergasse 35 Standort                                   | | P84(Architekt): P131(Ort):                                                          |
| ja    | Datei hochladen | 1933–1934 | Wiener Reichsbrücke                                                                                                 | Wien 2 Standort                                                         | zerstört Anmerkung: mit Clemens Holzmeister, 1976 eingestürzt | P84(Architekt): P131(Ort):                                                          |
|       | Datei hochladen | 1933–1936 | Villa Saraidaris | Elliniko bei Athen                                                      | | P84(Architekt): P131(Ort):                                                          |
|       | Datei hochladen | 1936      | Aufstockung des Mitteltraktes der Technischen Hochschule Wien 4                                                     | Wien 4, Karlsplatz                                                      | | P84(Architekt): P131(Ort):                                                          |
| BW    | Datei hochladen | 1936      | Arbeiter Krankenversicherungskassa Wien 1                                                                           | Wien 1, Wipplingerstraße 28 Standort                                    | | P84(Architekt): P131(Ort):                                                          |
| BW    | Datei hochladen | 1936      | Raiffeisenkassa Gröbming                                                                                            | Gröbming, Hauptstraße 279 Standort                                      | | P84(Architekt): P131(Ort):                                                          |
| ja    | Datei hochladen | 1936–1937 | Zwinglikirche HERIS-ID: 48508 Objekt-ID: 52030                                                                      | Wien 15, Schweglerstraße 39 Standort                                    | → Hauptartikel : Zwinglikirche (Wien) f1 | P84(Architekt):Siegfried Theiss, Hans Jaksch P131(Ort):Fünfhaus Region-ISO:AT-9     |
|       | Datei hochladen | 1936–1940 | zahlreiche Molkereien                                                                                               | Lagerhallen und Betriebe der Lebensmittelindustrie in den Bundesländern | mehrere Objekte | P84(Architekt): P131(Ort):                                                          |
| BW    | Datei hochladen | 1937–1938 | Wohnhausanlage | Graz, Geidorfgürtel 16 Standort                                         | | P84(Architekt): P131(Ort):                                                          |
| ja    | Datei hochladen | 1938      | Gauführerschule Schwechat (Umbau Schloss Altkettenhof)                                                              | Schwechat, Schloßstraße 7 Standort                                      | → Hauptartikel : Schloss Altkettenhof f1 | P84(Architekt): P131(Ort):                                                          |
| BW    | Datei hochladen | 1938      | NSV-Müttererholungsheim                                                                                             | Wien 14, Rosentalgasse 21 Standort                                      | Anmerkung: Umbau und Einrichtung | P84(Architekt): P131(Ort):                                                          |
| ja    | Datei hochladen | 1938      | NSV-Müttererholungsheim                                                                                             | Hinterbrühl, Gaadnerstraße 36 Standort                                  | Anmerkung: Umbau im Inneren der Villa von Johann Baptist Ulrich. Hausnummer 36 besteht nicht mehr, da das Grundstück mehrfach geteilt wurde. Die Villa ist heute das denkmalgeschützte Direktionsgebäude der IMS Hinterbühl | P84(Architekt): P131(Ort):                                                          |
|       | Datei hochladen | 1939      | NSV-Kindertagesstätte                                                                                               | Kaltenleutgeben                                                         | Anmerkung: Umbau einer Villa | P84(Architekt): P131(Ort):                                                          |
|       | Datei hochladen | 1939      | NSV-Säuglingsheim                                                                                                   | Wien 16, Seitenberggasse                                                | Anmerkung: Umbau | P84(Architekt): P131(Ort):                                                          |
|       | Datei hochladen | 1939–1940 | NSV-Säuglingsheim                                                                                                   | Wien 13, Lainzerstraße 172 Standort                                     | zerstört Anmerkung: Adresse existiert nicht (mehr) | P84(Architekt): P131(Ort):                                                          |
| ja    | Datei hochladen | 1940–1942 | NS-Wohnbauten | Wien 12, Flurschützstraße / Wolfganggasse 50–52 Standort                | | P84(Architekt): P131(Ort):                                                          |
| BW    | Datei hochladen | 1941–1943 | Südtiroler Siedlung                                                                                                 | Gröbming Standort                                                       | | P84(Architekt): P131(Ort):                                                          |
| BW    | Datei hochladen | 1946      | Ventilwerke Hörbiger                                                                                                | Wien 11, Braunhubergasse 23 Standort                                    | | P84(Architekt): P131(Ort):                                                          |
| BW    | Datei hochladen | 1947      | WHA der Wiener Gebietskrankenkassa                                                                                  | Wien 11, Braunhubergasse 25–29 Standort                                 | | P84(Architekt): P131(Ort):                                                          |
| BW    | Datei hochladen | 1947–1950 | WHA Wien 13 | Wien 13, Trazerberggasse 4–6 Standort                                   | | P84(Architekt): P131(Ort):                                                          |
| BW    | Datei hochladen | 1949      | Hauptschule | Gröbming Standort                                                       | | P84(Architekt): P131(Ort):                                                          |
| ja    | Datei hochladen | 1949–1950 | Schule HERIS-ID: 24023 Objekt-ID: 20396                                                                             | Wien 4, Schäffergasse 3 Standort                                        | Anmerkung: (Mitarbeit) | P84(Architekt):Siegfried Theiss, Hans Jaksch P131(Ort):Wieden Region-ISO:AT-9       |
| ja    | Datei hochladen | 1950      | Wohnhaus der Alpinen Montan                                                                                         | Wien 3, Gerlgasse 20 Standort                                           | | P84(Architekt): P131(Ort):                                                          |
| ja    | Datei hochladen | 1950–1956 | Wohnhausanlage | Wien 10, Raaber Bahngasse 19 Standort                                   | | P84(Architekt): P131(Ort):                                                          |
| ja    | Datei hochladen | 1954      | Wohnhaus | Wien 14, Bahnhofstraße 1 Standort                                       | | P84(Architekt): P131(Ort):                                                          |
|       | Datei hochladen | 1954      | Wohnhausanlage | Wien 17, Andergasse                                                     | Anmerkung: Der Ernst-Bevin-Hof von Hans Jaksch in der Andergasse ist separat erfasst | P84(Architekt): P131(Ort):                                                          |
| BW    | Datei hochladen | 1955      | Haus Dr. Theiss | Wien 19, Krapfenwaldgasse 51 Standort                                   | | P84(Architekt): P131(Ort):                                                          |
|       | Datei hochladen | 1956      | Wohnhausanlage | Wien 19, Langackergasse                                                 | | P84(Architekt): P131(Ort):                                                          |
| ja    | Datei hochladen | 1957      | Wohn- und Geschäftshaus                                                                                             | Wien 1, Brandstätte 4 Standort                                          | Anmerkung: mit Bruno Doskar und Norbert Schlesinger | P84(Architekt): P131(Ort):                                                          |
| ja    | Datei hochladen | 1954      | Ernest-Bevin-Hof HERIS-ID: 12390 Objekt-ID: 8528 Wiener Wohnen: 23                                                  | Wien 17, Andergasse 12 Standort                                         | Anmerkung: mit F. Pedl | P84(Architekt): P131(Ort):Hernals Region-ISO:AT-9                                   |
| ja    | Datei hochladen | 1957–1960 | Bürohaus Nordstern Wien 1                                                                                           | Wien 1, Uraniastraße 2 / Julius Raab-Platz 1 Standort                   | Anmerkung: Mitarbeit | P84(Architekt): P131(Ort):                                                          |
| ja    | Datei hochladen | 1958–1963 | WHA der Gemeinde Wien HERIS-ID: 73280 Objekt-ID: 86567 Wiener Wohnen: 794                                           | Wien 10, Eisenstadtplatz 4–8 Standort                                   | Anmerkung: 1. Preis, Teilabschnitt | P84(Architekt): P131(Ort):Favoriten Region-ISO:AT-9                                 |
| ja    | Datei hochladen | um 1960   | Coca-Cola-Fabrik | Wien 10, Triester Straße 91 Standort                                    | zerstört 2017 abgerissen. Anmerkung: mit Werner Jaksch | P84(Architekt): P131(Ort):                                                          |
| ja    | Datei hochladen |           | Portale und Einrichtungen von Palmers-Filialen                                                                      |                                                                         | verändert | P84(Architekt): P131(Ort):                                                          |

## Ehemalige Mitarbeiter
- 1930–1932: Bernard Rudofsky